# Sahuayo (kommun i Mexiko)
Sahuayo är en kommun i Mexiko.   Den ligger i delstaten Michoacán de Ocampo, i den centrala delen av landet, 400 km väster om huvudstaden Mexico City. Antalet invånare är 64 431. Arean är 128 kvadratkilometer.
Terrängen i Sahuayo är kuperad åt sydväst, men åt nordost är den platt.
Följande samhällen finns i Sahuayo:
- Sahuayo de Morelos
- Fraccionamiento San Miguel
- Fraccionamiento Colinas Universidad
- Fraccionamiento 18 de Marzo
- Colonia Cuauhtémoc
- Colonia Independencia
- La Flor del Agua
- La Calzonuda
- El Aguacate
- Flamingos
- Lomas del Pedregal